# Saint-Brice (Sena i Marne)
Saint-Brice és un municipi francès, situat al departament de Sena i Marne i a la regió de Illa de França. L'any 2007 tenia 751 habitants.
Forma part del cantó de Provins, del districte de Provins i de la Comunitat de comunes del Provinois.

## Demografia

### Població
El 2007 la població de fet de Saint-Brice era de 751 persones. Hi havia 278 famílies, de les quals 52 eren unipersonals (24 homes vivint sols i 28 dones vivint soles), 101 parelles sense fills, 113 parelles amb fills i 12 famílies monoparentals amb fills.
La població ha evolucionat segons el següent gràfic:
Habitants censats

### Habitatges
El 2007 hi havia 310 habitatges, 288 eren l'habitatge principal de la família, 9 eren segones residències i 13 estaven desocupats. 306 eren cases i 3 eren apartaments. Dels 288 habitatges principals, 235 estaven ocupats pels seus propietaris, 51 estaven llogats i ocupats pels llogaters i 1 estava cedit a títol gratuït; 3 tenien dues cambres, 34 en tenien tres, 68 en tenien quatre i 182 en tenien cinc o més. 239 habitatges disposaven pel capbaix d'una plaça de pàrquing. A 122 habitatges hi havia un automòbil i a 146 n'hi havia dos o més.

### Piràmide de població
La piràmide de població per edats i sexe el 2009 era:
| Homes | Edats   | Dones |
| ----- | ------- | ----- |
| 0     | 95 o +  | 0     |
| 0     | 90 a 94 | 8     |
| 0     | 85 a 89 | 4     |
| 0     | 80 a 84 | 0     |
| 4     | 75 a 79 | 8     |
| 16    | 70 a 74 | 24    |
| 12    | 65 a 69 | 16    |
| 24    | 60 a 64 | 28    |
| 20    | 55 a 59 | 28    |
| 32    | 50 a 54 | 16    |
| 40    | 45 a 49 | 52    |
| 28    | 40 a 44 | 28    |
| 44    | 35 a 39 | 28    |
| 16    | 30 a 34 | 28    |
| 8     | 25 a 29 | 12    |
| 20    | 20 a 24 | 16    |
| 24    | 15 a 19 | 24    |
| 36    | 10 a 14 | 16    |
| 36    | 5 a 9   | 32    |
| 16    | 0 a 4   | 16    |

## Economia
El 2007 la població en edat de treballar era de 479 persones, 342 eren actives i 137 eren inactives. De les 342 persones actives 320 estaven ocupades (173 homes i 147 dones) i 22 estaven aturades (7 homes i 15 dones). De les 137 persones inactives 47 estaven jubilades, 53 estaven estudiant i 37 estaven classificades com a «altres inactius».

### Ingressos
El 2009 a Saint-Brice hi havia 279 unitats fiscals que integraven 720,5 persones, la mediana anual d'ingressos fiscals per persona era de 21.182 €.

### Activitats econòmiques
Dels 43 establiments que hi havia el 2007, 2 eren d'empreses de fabricació d'altres productes industrials, 6 d'empreses de construcció, 6 d'empreses de comerç i reparació d'automòbils, 2 d'empreses d'hostatgeria i restauració, 1 d'una empresa d'informació i comunicació, 3 d'empreses financeres, 2 d'empreses immobiliàries, 3 d'empreses de serveis, 17 d'entitats de l'administració pública i 1 d'una empresa classificada com a «altres activitats de serveis».
Dels 8 establiments de servei als particulars que hi havia el 2009, 2 eren paletes, 2 guixaires pintors, 2 fusteries, 1 electricista i 1 restaurant.
L'any 2000 a Saint-Brice hi havia 6 explotacions agrícoles.

## Equipaments sanitaris i escolars
L'únic equipament sanitari que hi havia el 2009 era un hospital de tractaments de curta durada.
El 2009 hi havia una escola elemental.

## Poblacions més properes
El següent diagrama mostra les poblacions més properes.